# 柔佛古庙
柔佛古庙是一座位于马来西亚柔佛州新山市直律街的寺庙，古庙周围都是高耸的摩天大楼包围着。柔佛古庙是新山最古老的建筑物之一。柔佛古庙象征五个不同籍贯的人相互合作的精神，这五帮就是“广肇帮”，“福建帮”，“客家帮”，“潮州帮”和“海南帮”。

## 历史

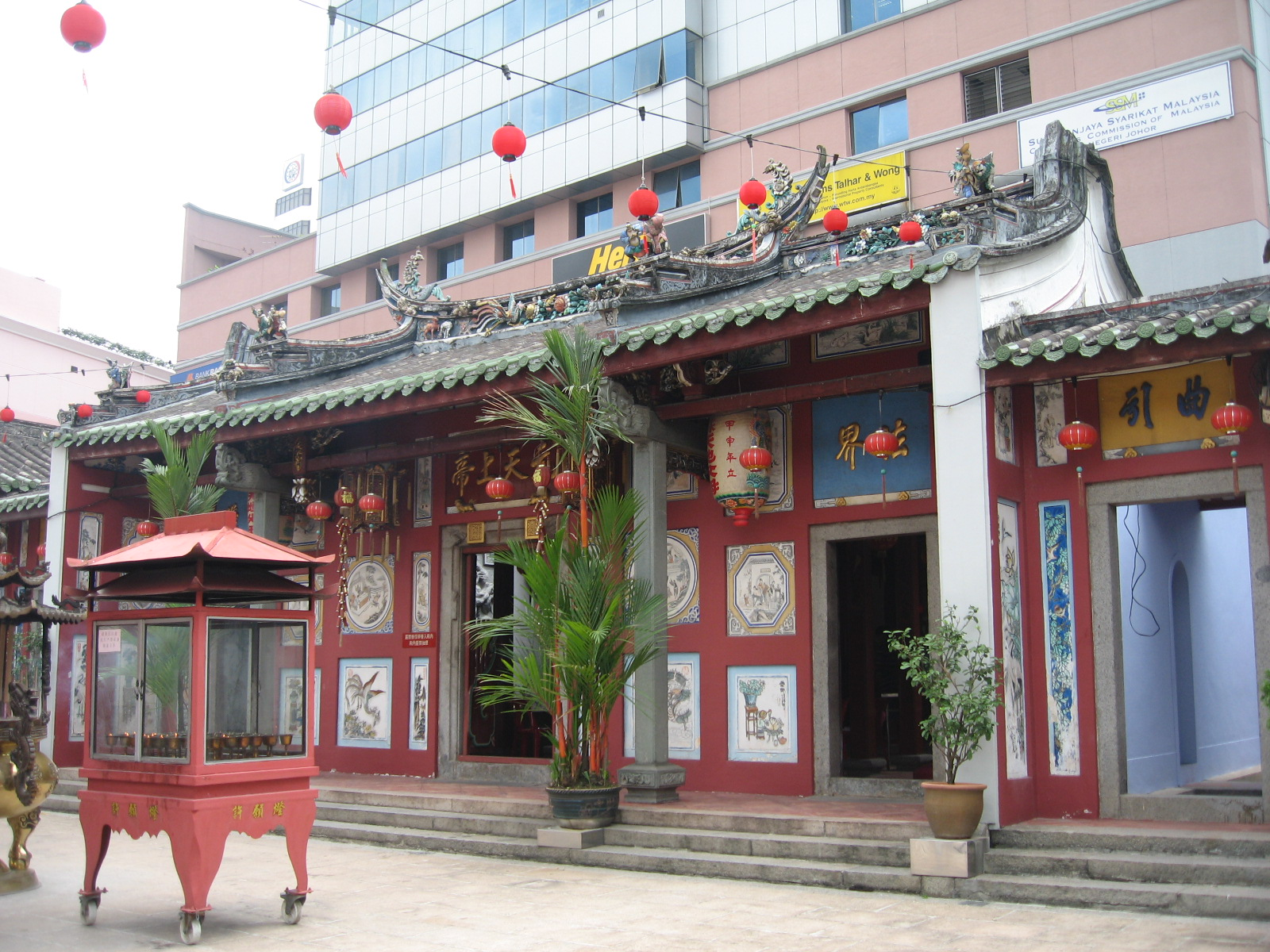
柔佛古庙内部

柔佛古庙是由义兴公司的陈旭年和当时新山的各界人士于19世纪后期建造，庙里最早的文物有1870年署名“潮州众治子敬立”的匾额上书“总握天枢”和“惹呀坡众弟子同敬”的铜钟，证明柔佛古庙有超过141年的历史。
据说它在柔佛州少数在第二次世界大战爆炸中幸存下来的宗教场所。据说古庙是当时的柔佛天猛公和华人社区共同建造，他们认识到来到柔佛州定居的华人的重要性和崛起，正因为如此，以柔佛州命名为柔佛古庙。
在1995年至1996年期间，柔佛古庙花了150万令吉进行修复工作，以保护柔佛古庙的原貌。古庙建筑翻新时经过精心设计，以保存历史文物，并沿袭了许多传统建筑，据说这些建筑均基于明朝的许多设计。
如今，柔佛古庙仍然是新山市甚至南马的宗教和文化景点，其最繁忙的时间是在古庙游行期间，约400,000人在城镇的主要道路游行，并来自各州的华人甚至新加坡居民都会前来参与游行。

## 神明
柔佛古庙主要供奉五位神明，那就是：

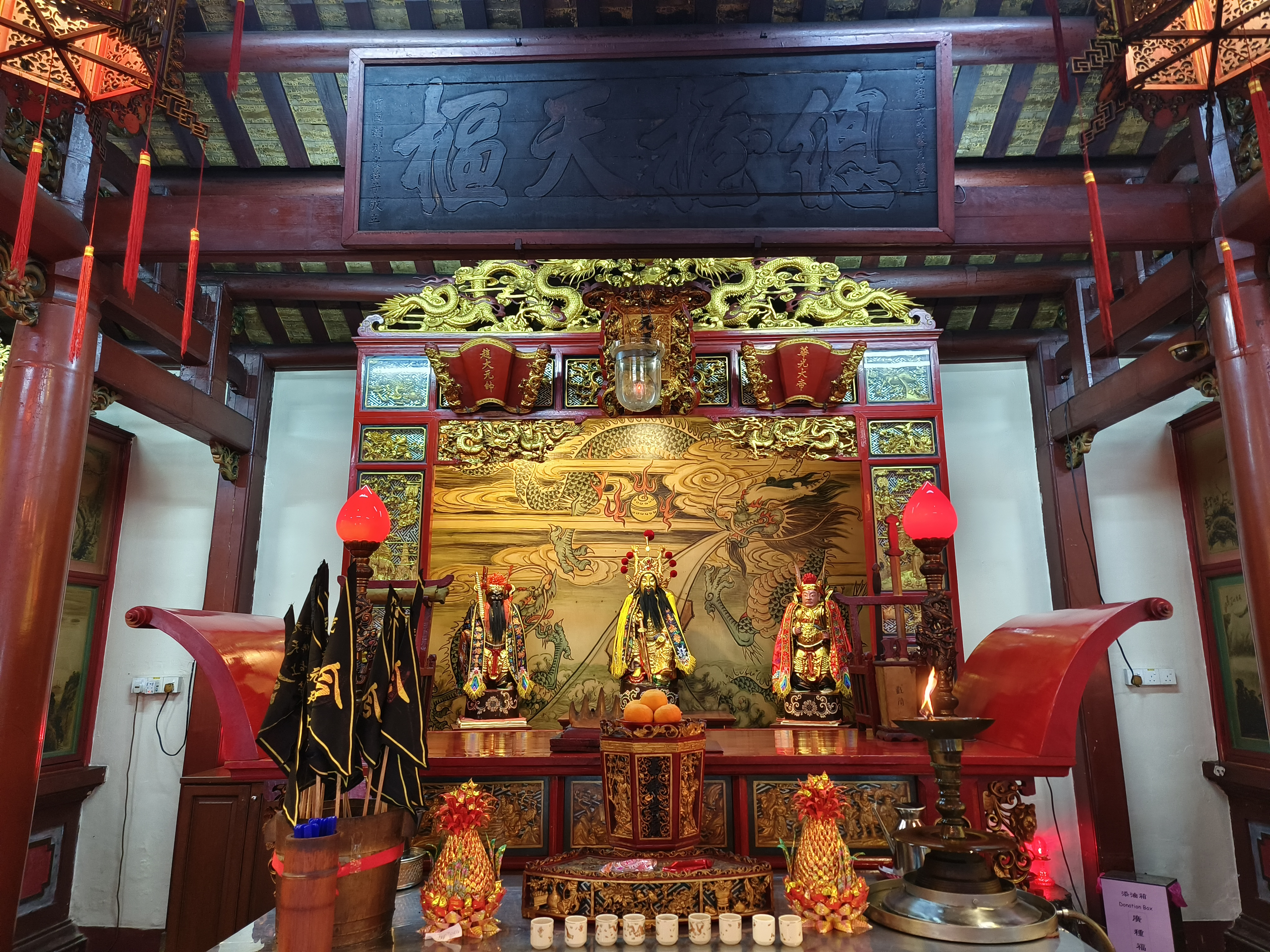
柔佛古庙大殿

- 元天上帝（大老爷）（最早进入古庙供奉的神，由潮州帮负责）
- 洪仙大帝（洪仙公）（左边，由福建帮负责）
- 感天大帝（右边，由客家帮负责）
- 华光大帝（主神两边，由广肇帮负责）
- 赵大元帅（主神两边，由海南帮负责）

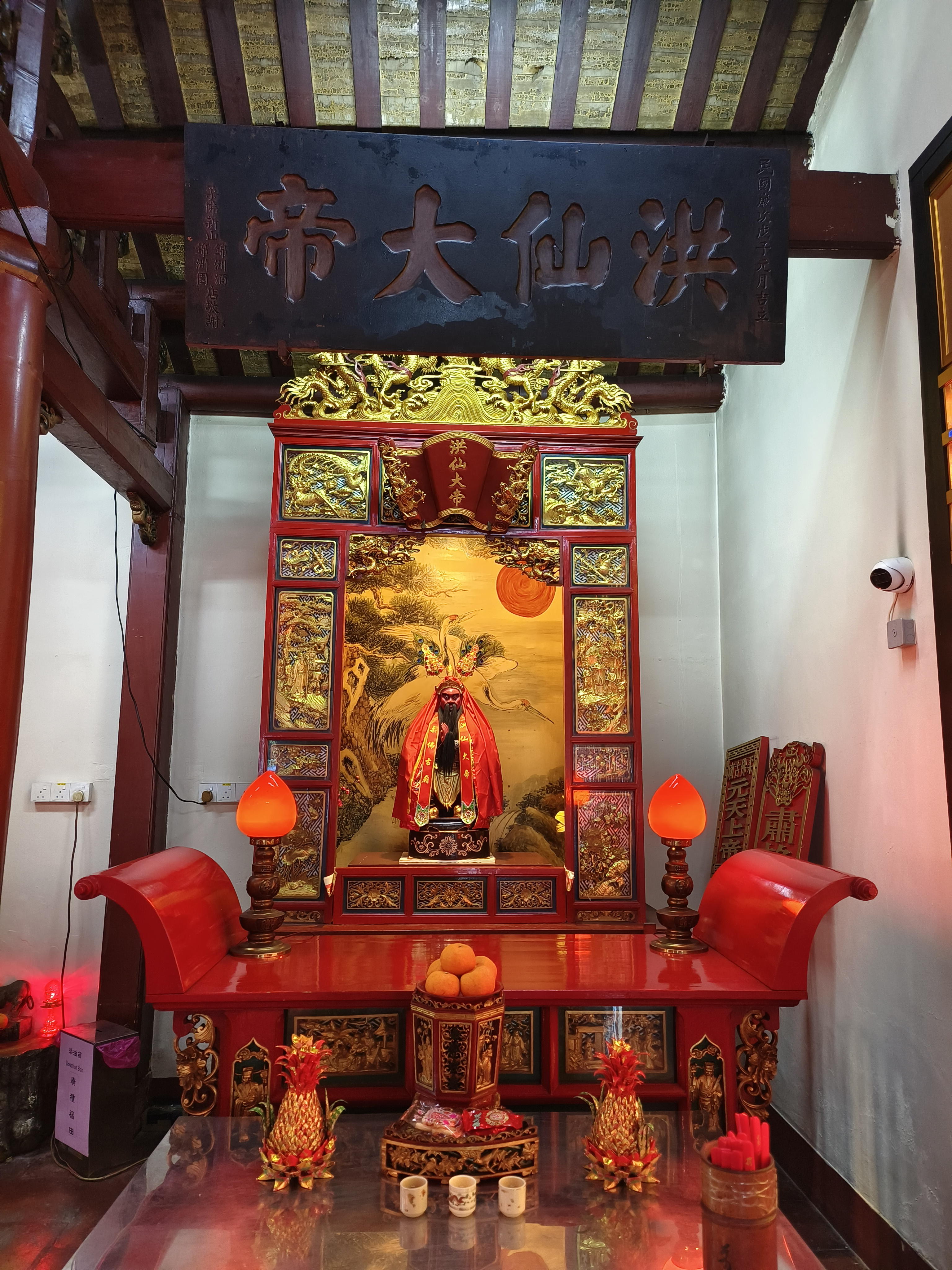
柔佛古庙内供奉的洪仙大帝

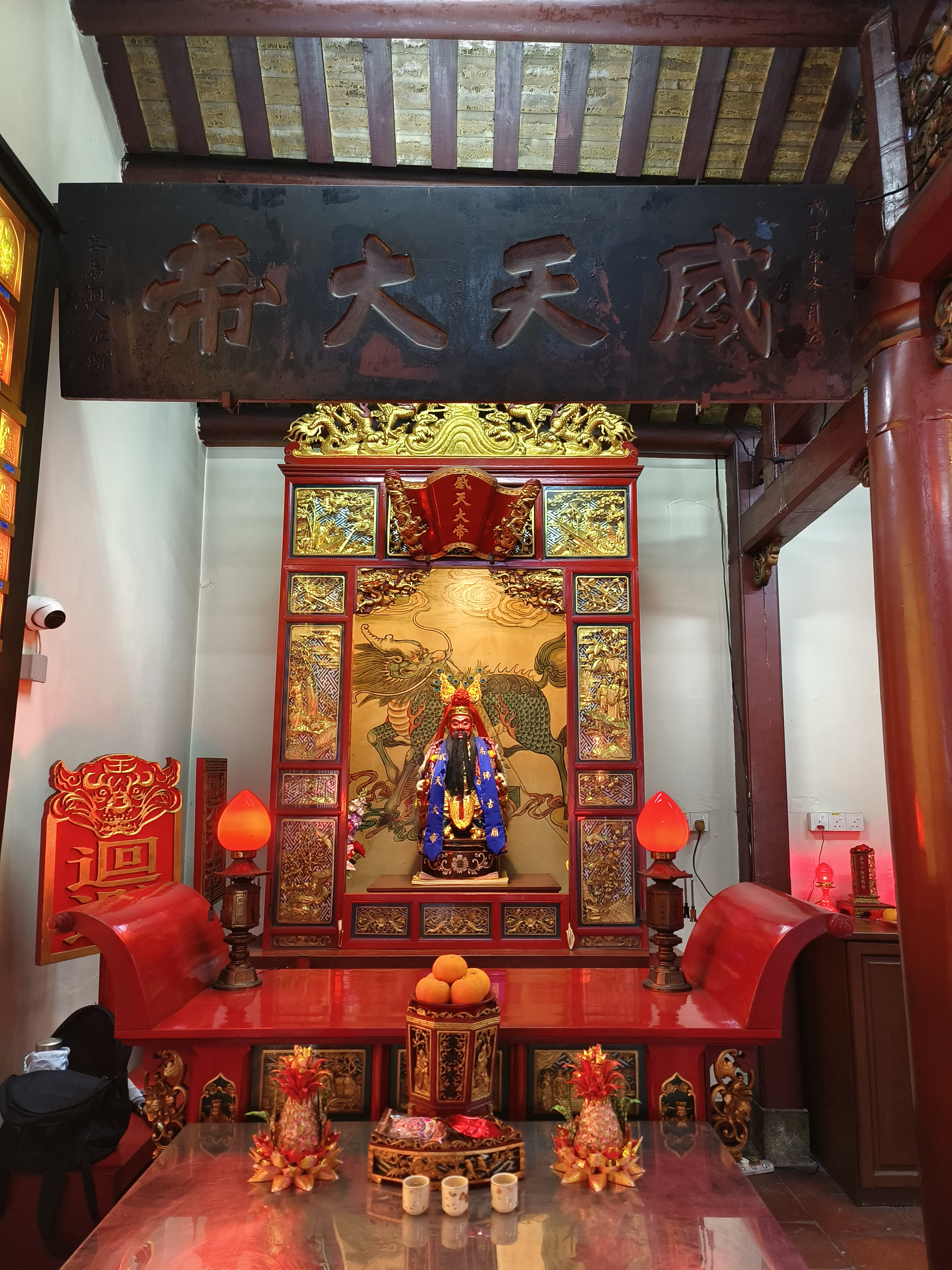
柔佛古庙内供奉的感天大帝。

此外，另有四幅匾额，即敬赠者为“福建众弟子”（1873），“广肇两府众信”（1873），“客社众信”（1874）及“琼州府众”（1882），或可推断众神进庙时间。庙内尚供奉观音娘娘，风雨圣者，速报爷，皇令爷及英烈神主牌等。

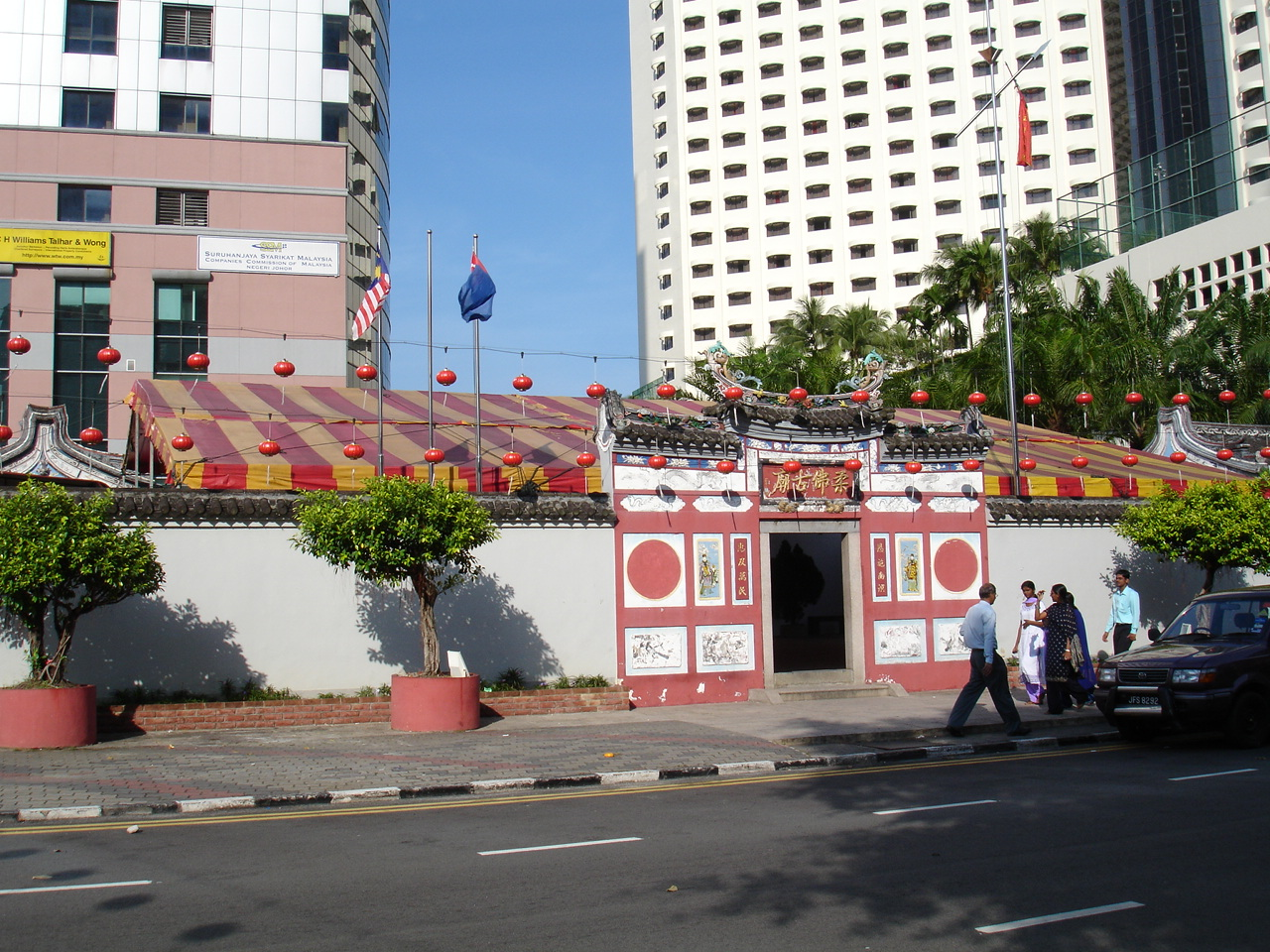
柔佛古庙
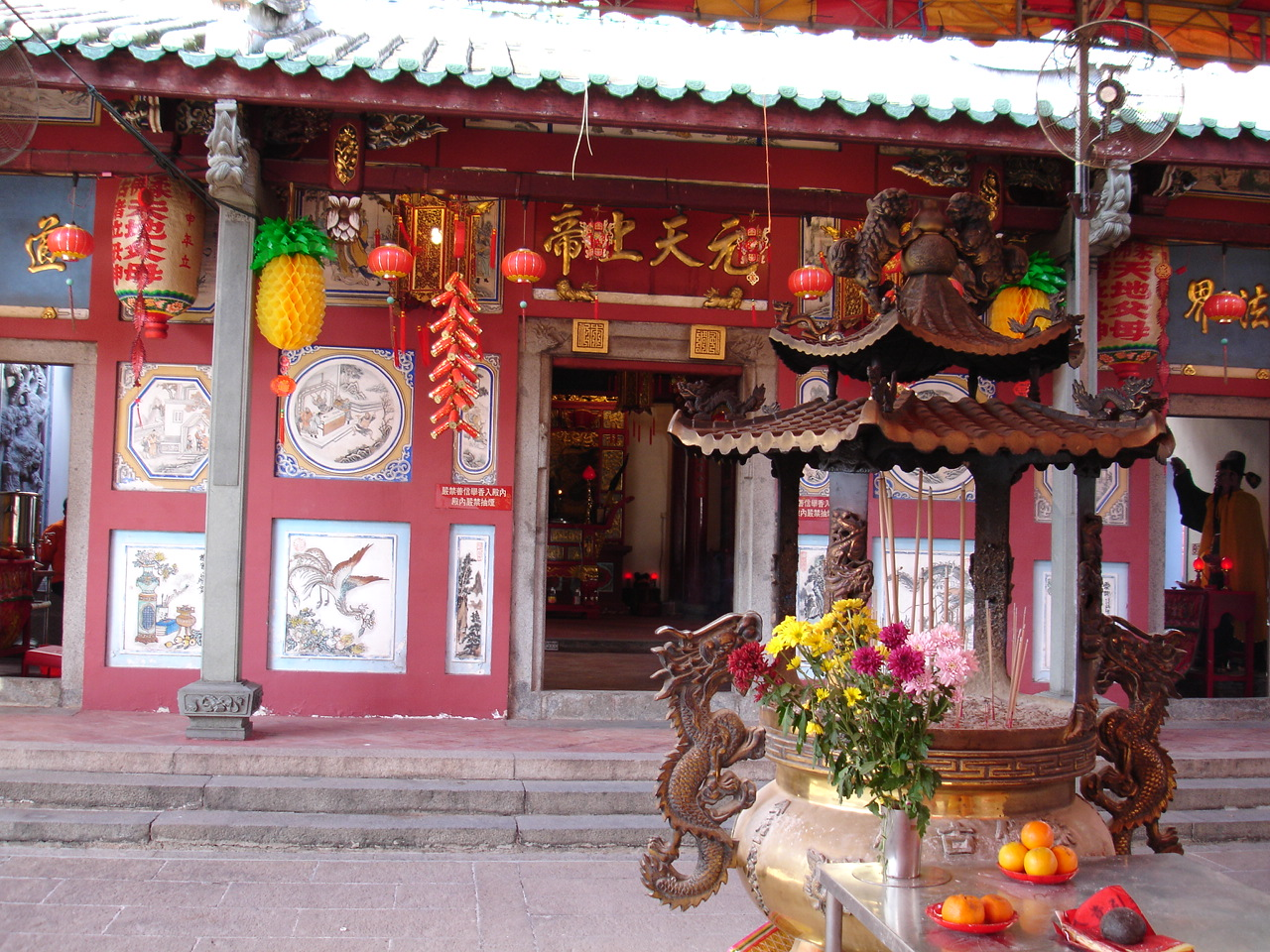
柔佛古庙内观
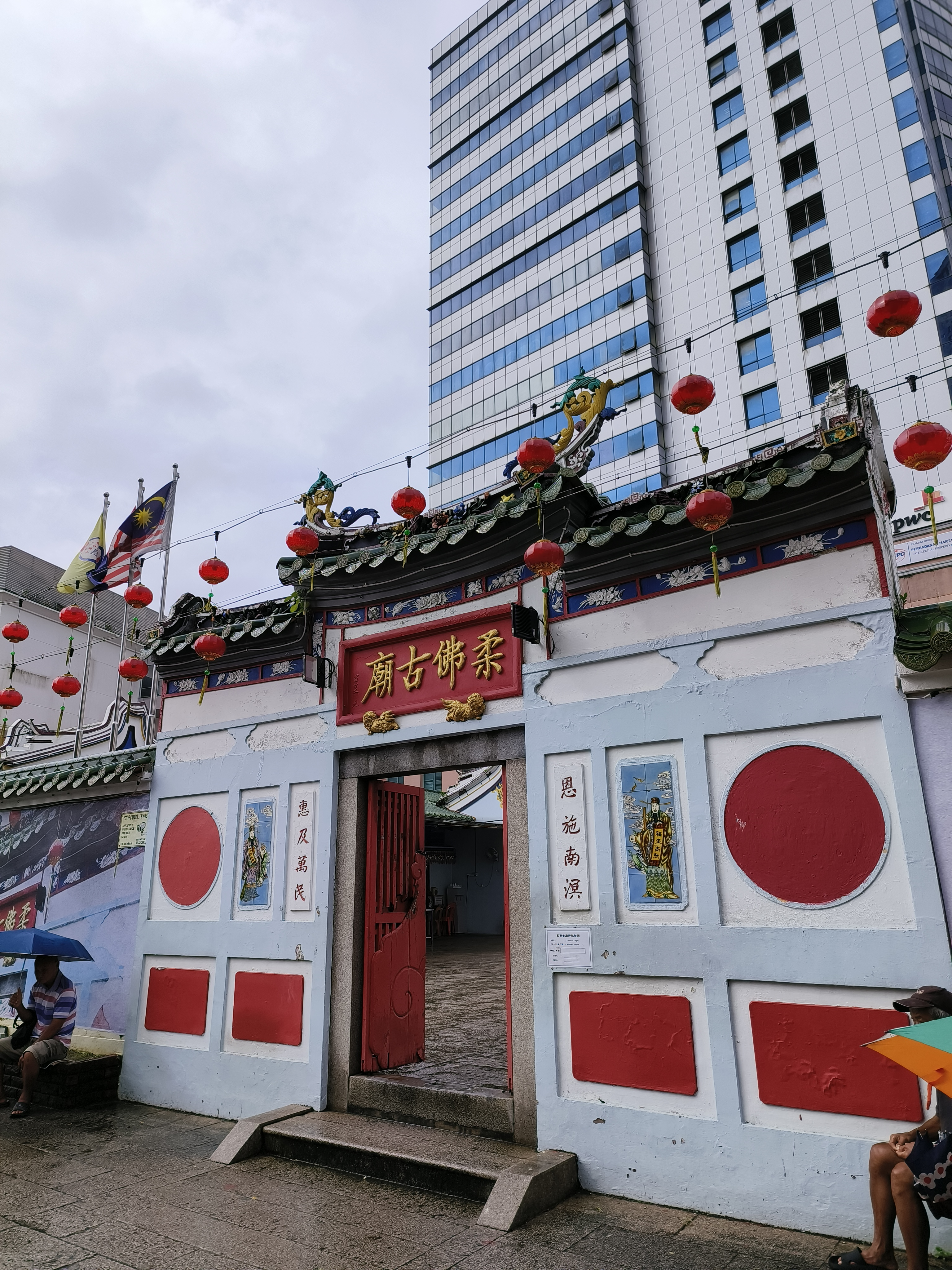
柔佛古庙山门
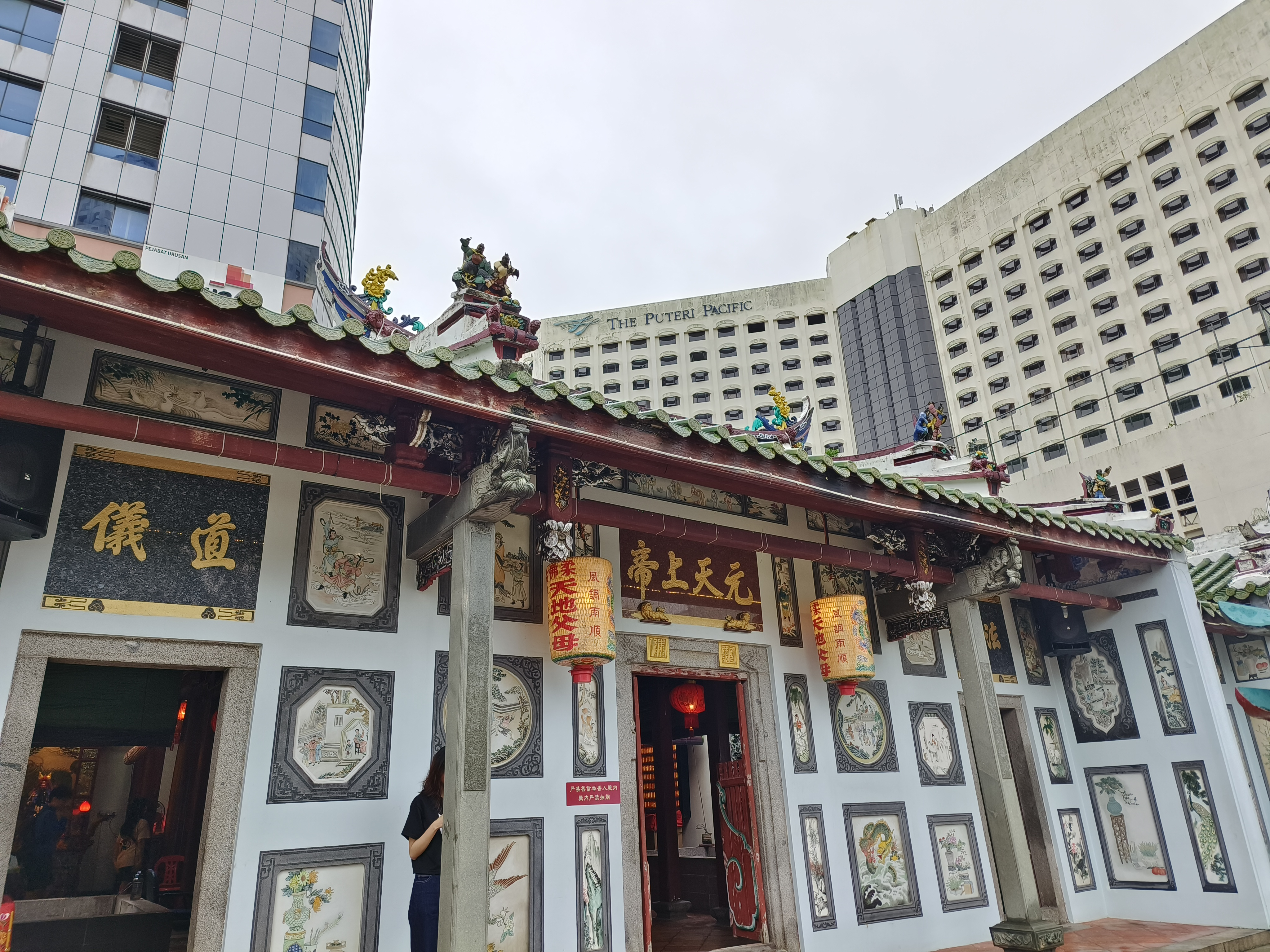
柔佛古庙外观，为潮州建筑风格。
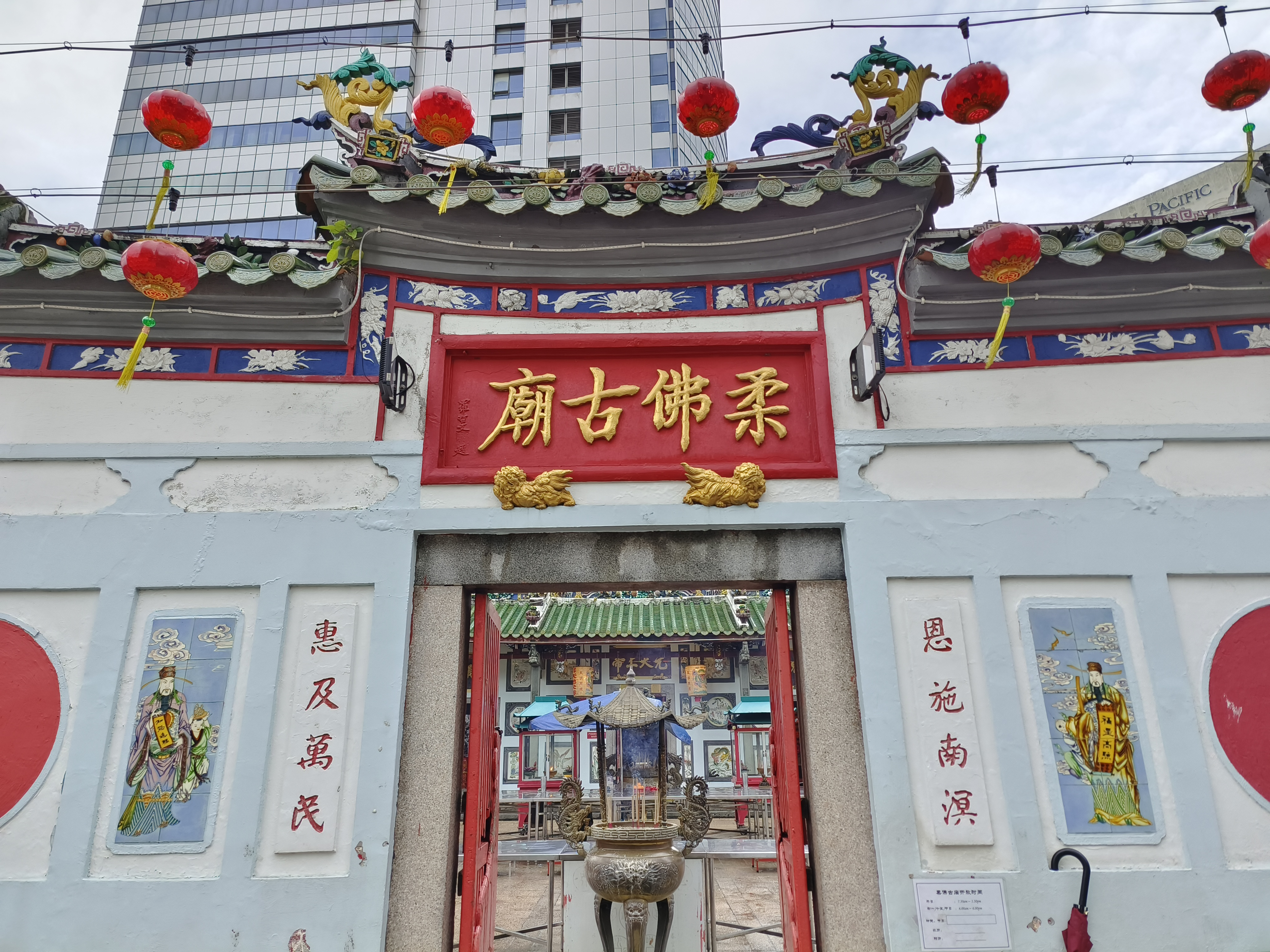
柔佛古庙著名山门
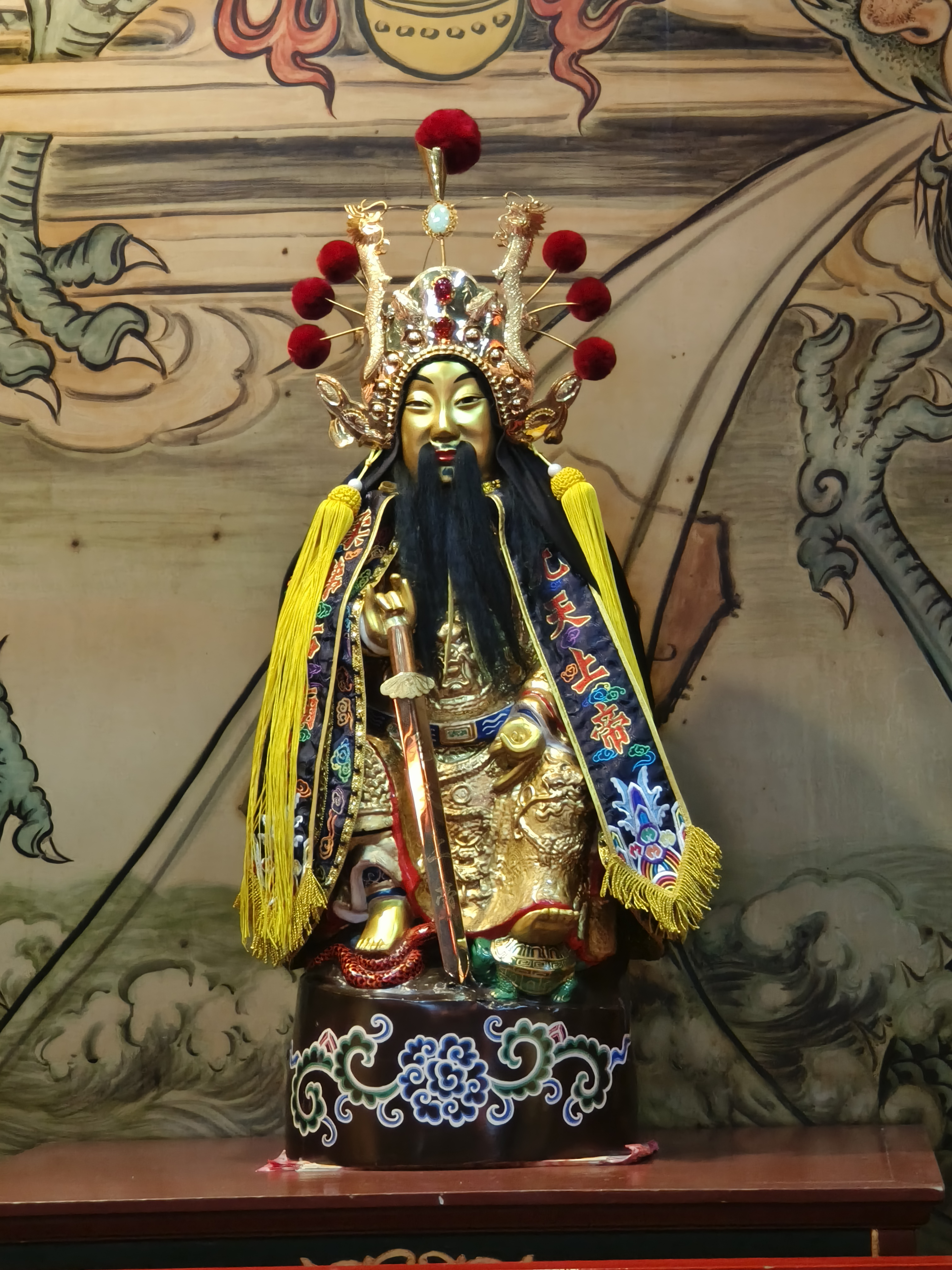
古庙主神玄天上帝，潮州人尊称大老爷，福建人称之为上帝公。由潮州工会负责。
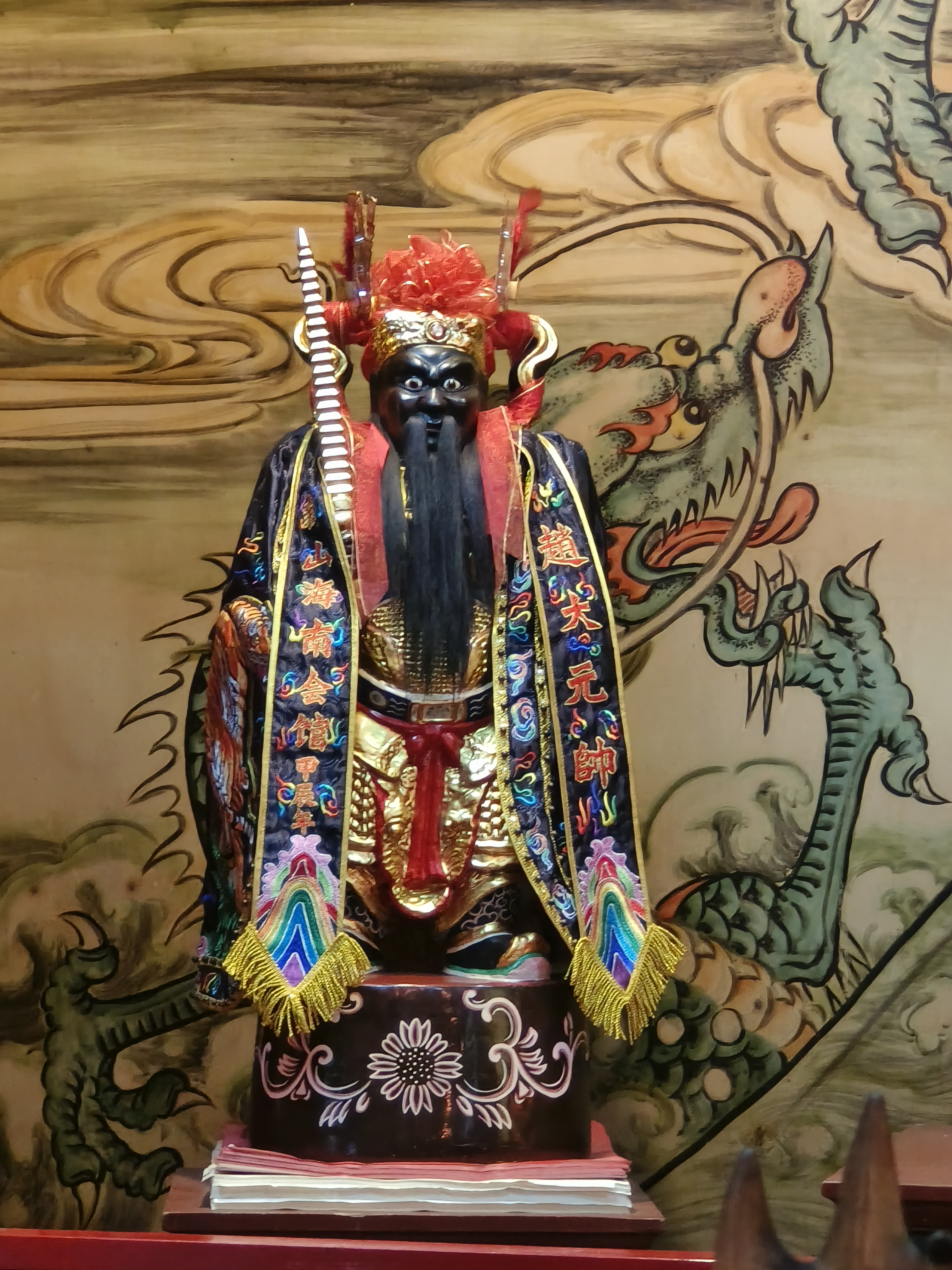
柔佛古庙内供奉的赵元帅。由海南工会负责。
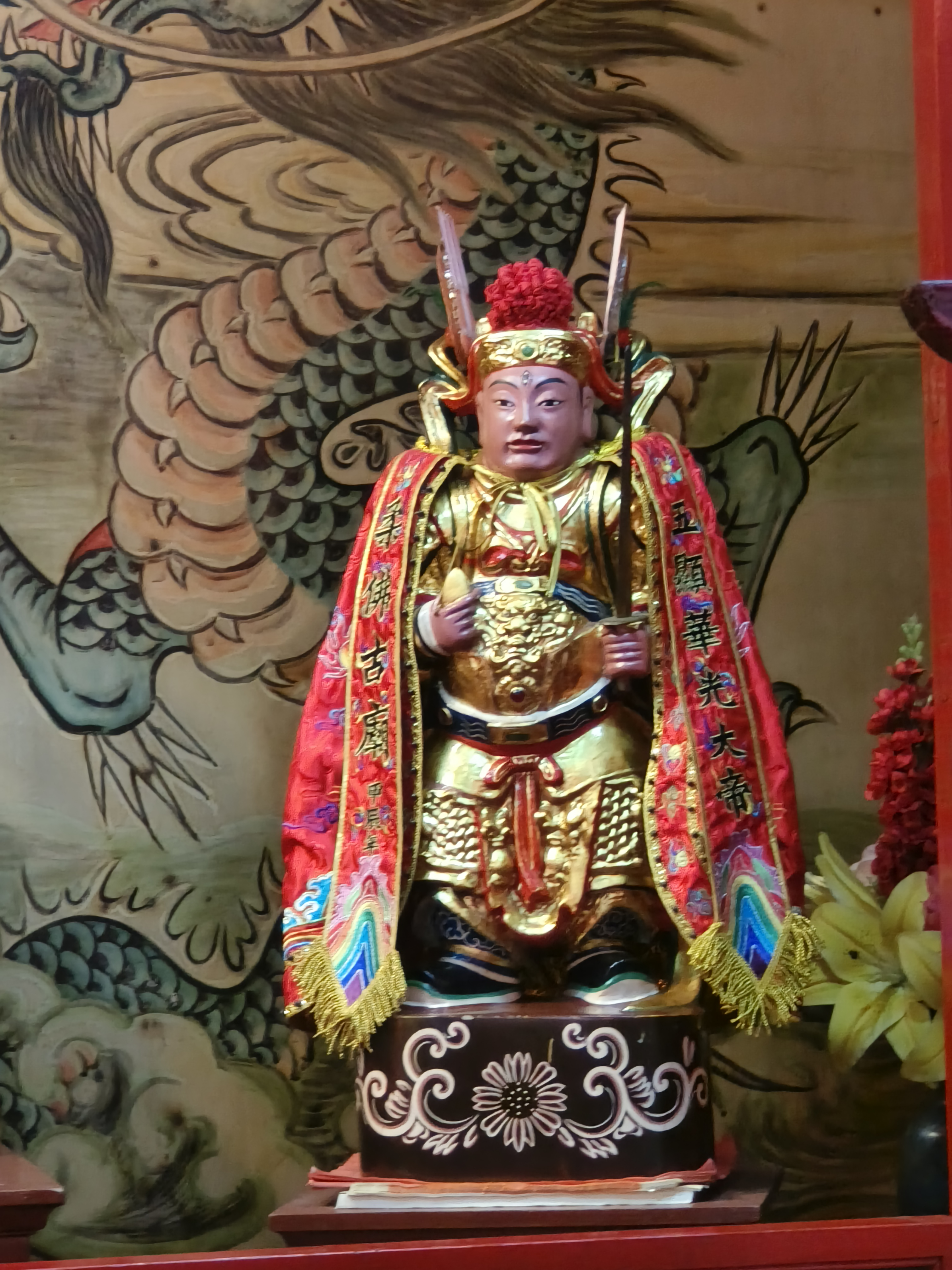
古庙内供奉的华光大帝。由广肇工会负责。
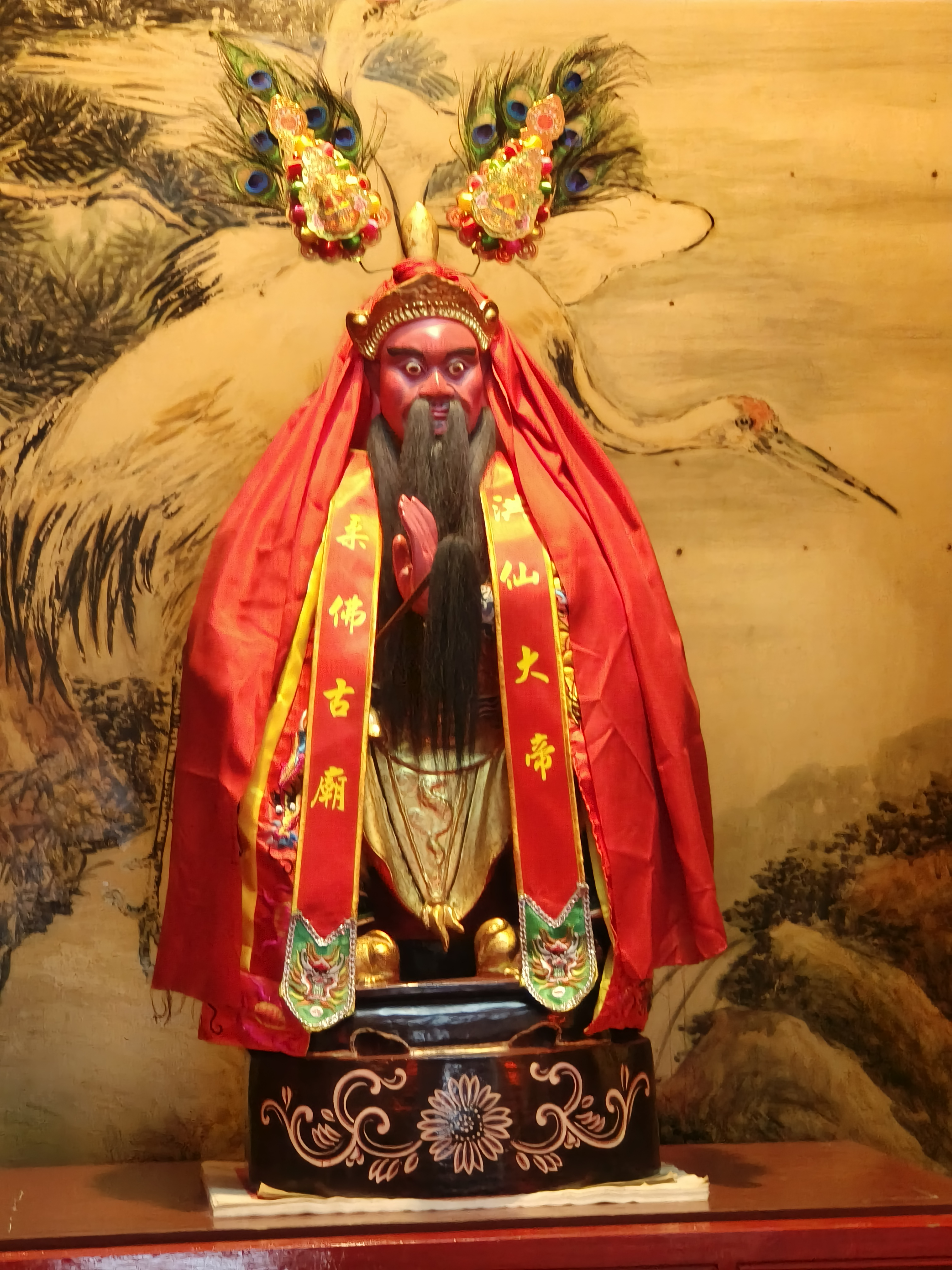
柔佛古庙供奉的洪仙公，乃本土神明。由福建工会负责。
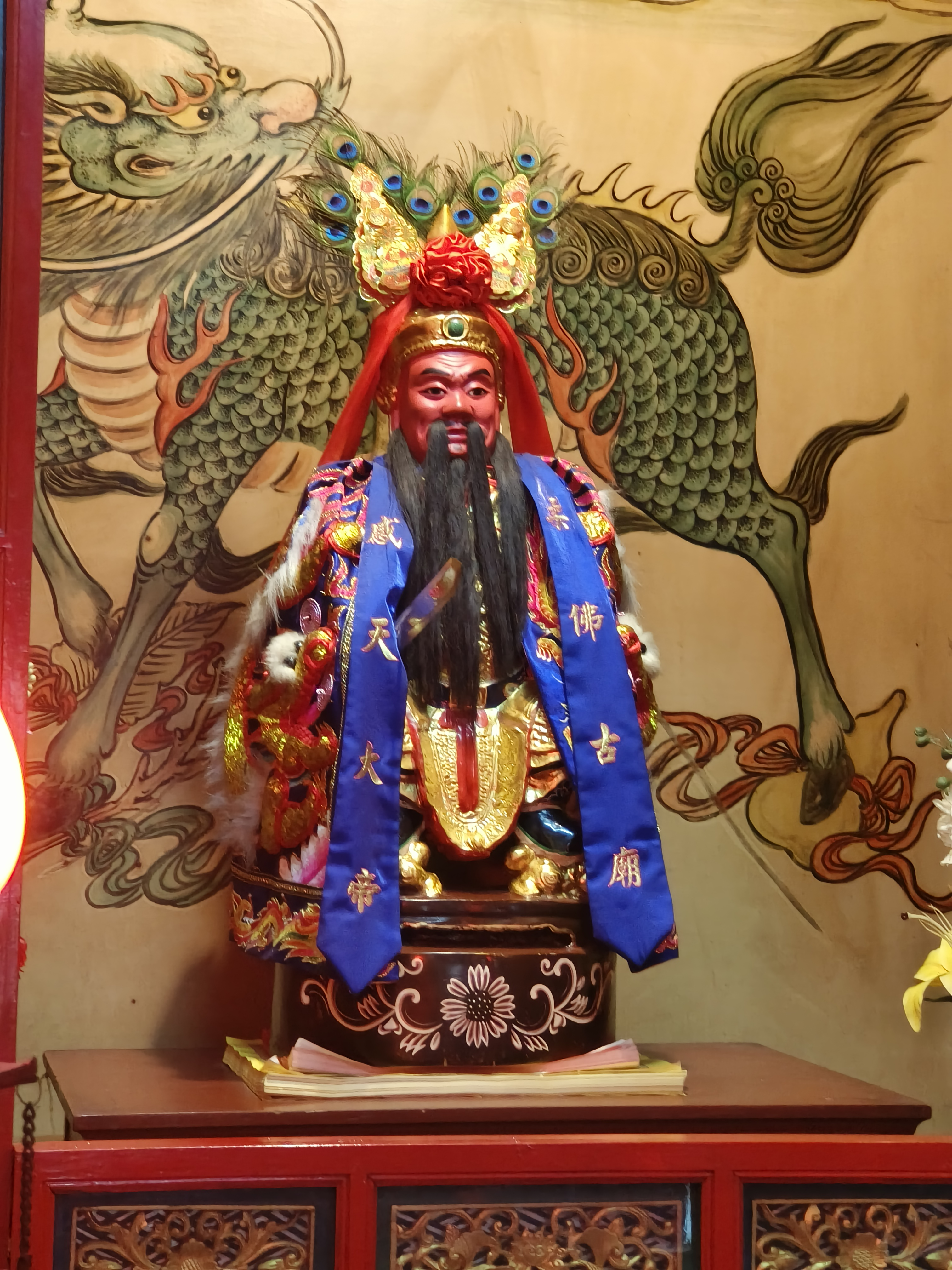
柔佛古庙内的感天大帝，由客家工会负责。

## 游神

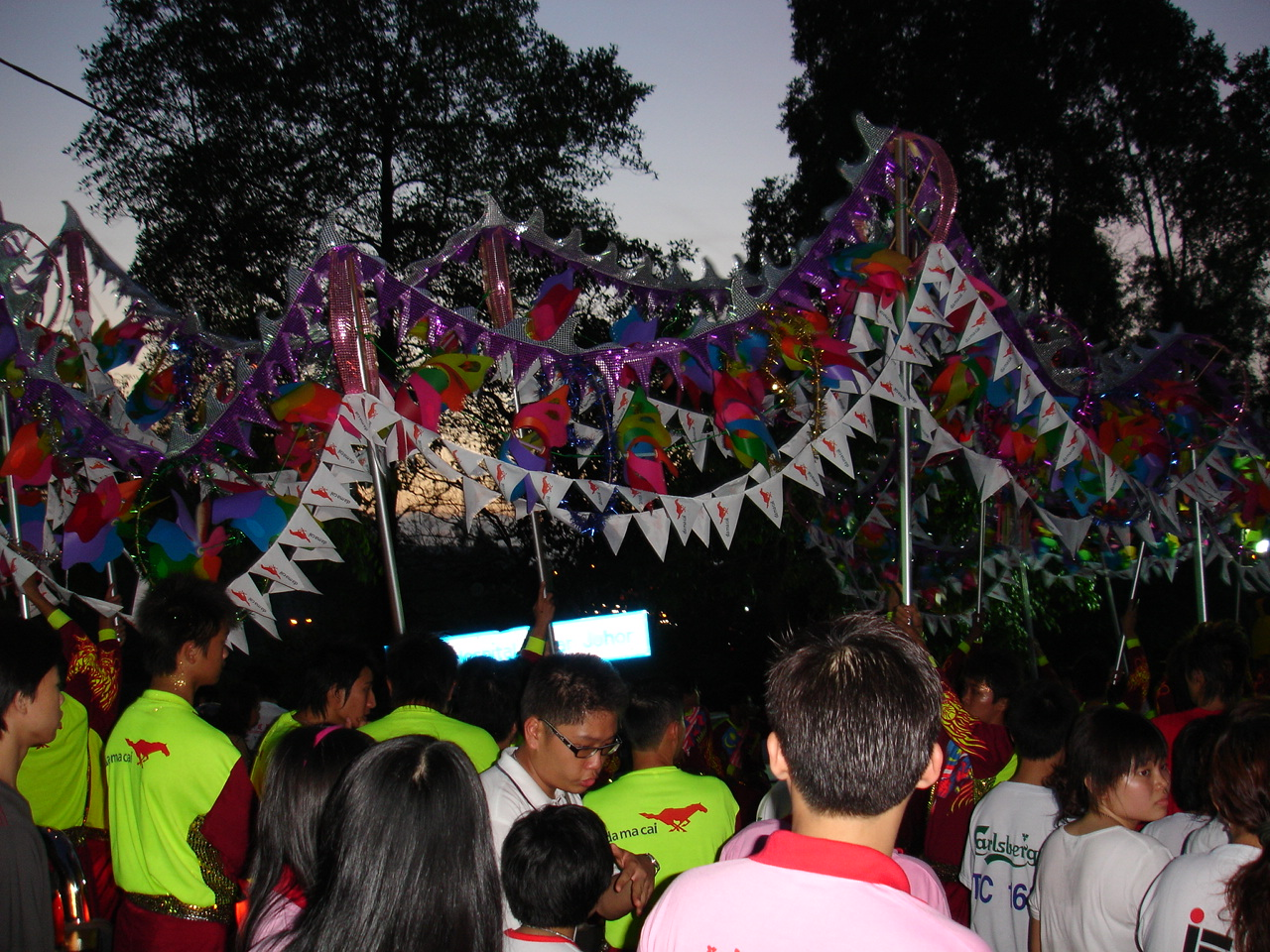
游神一景
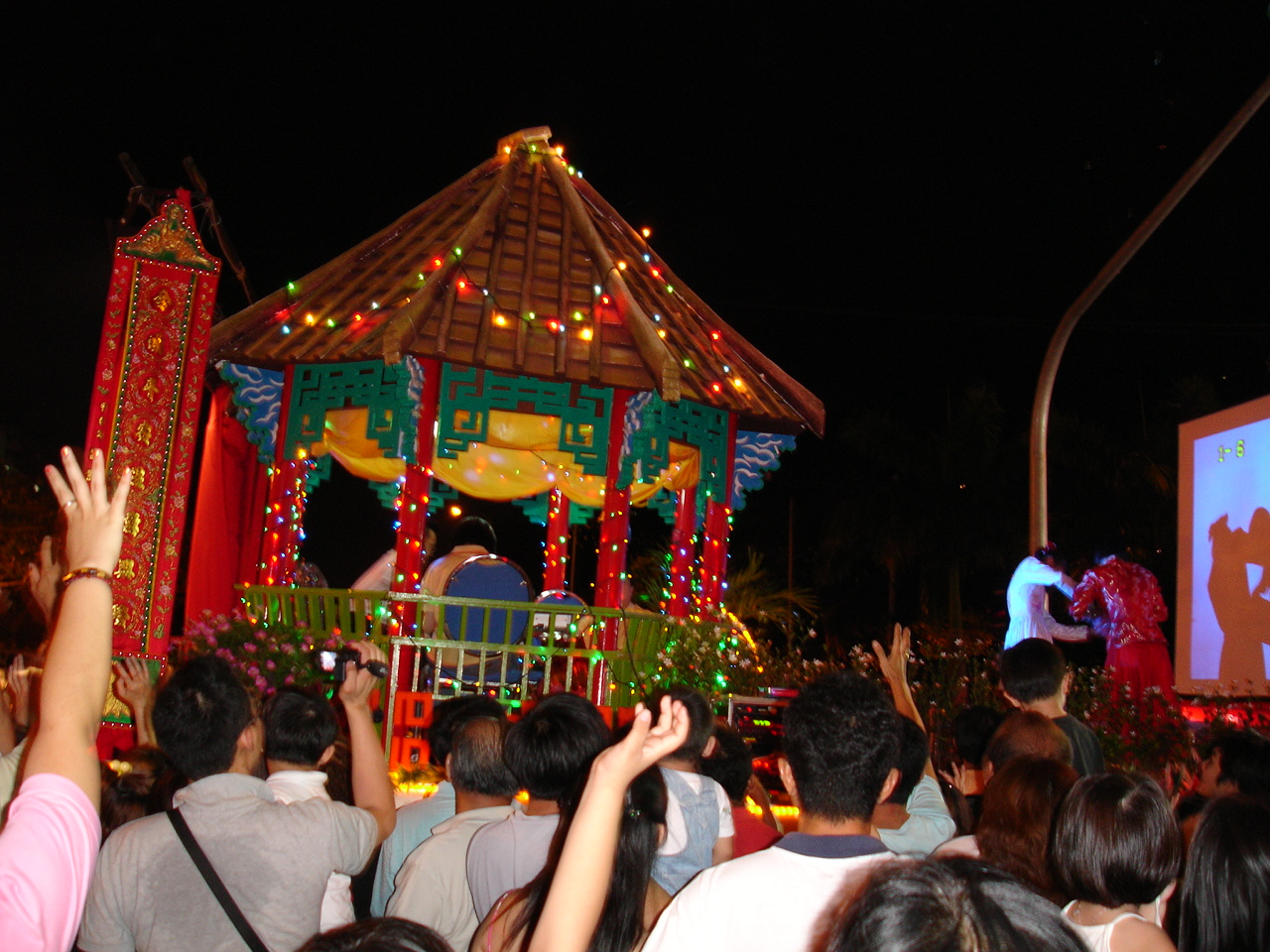
游神一景
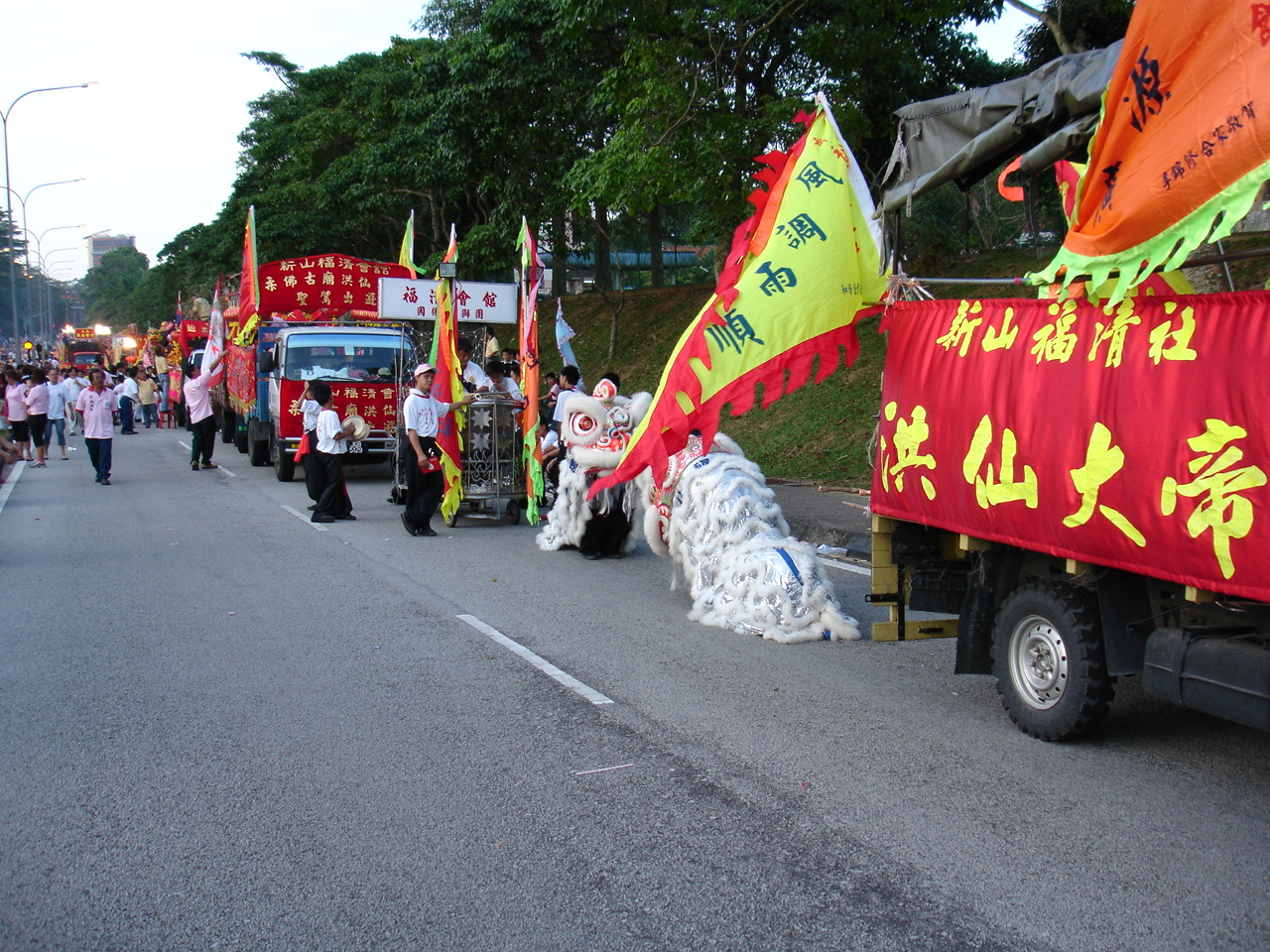
游神一景
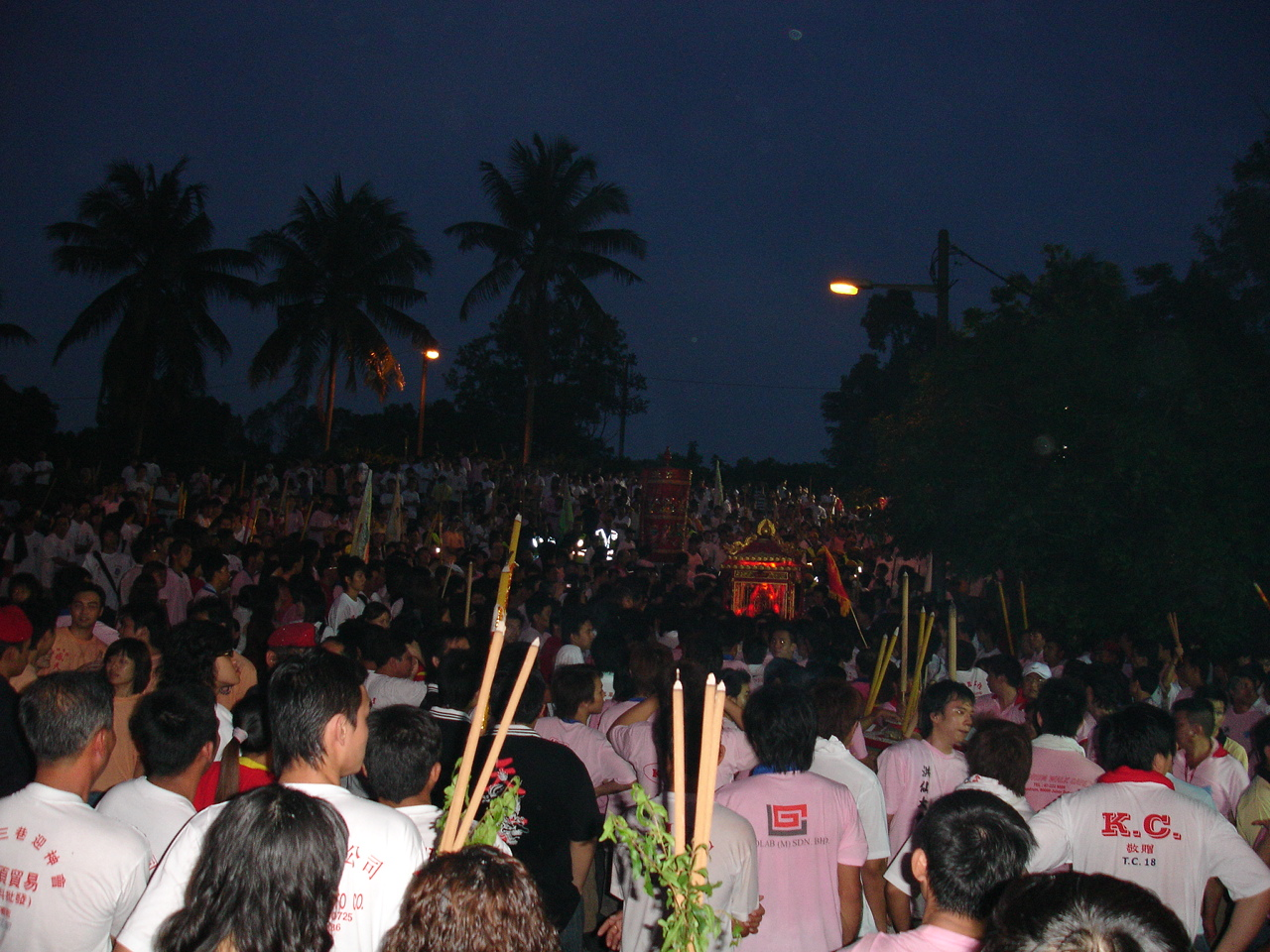
游神一景
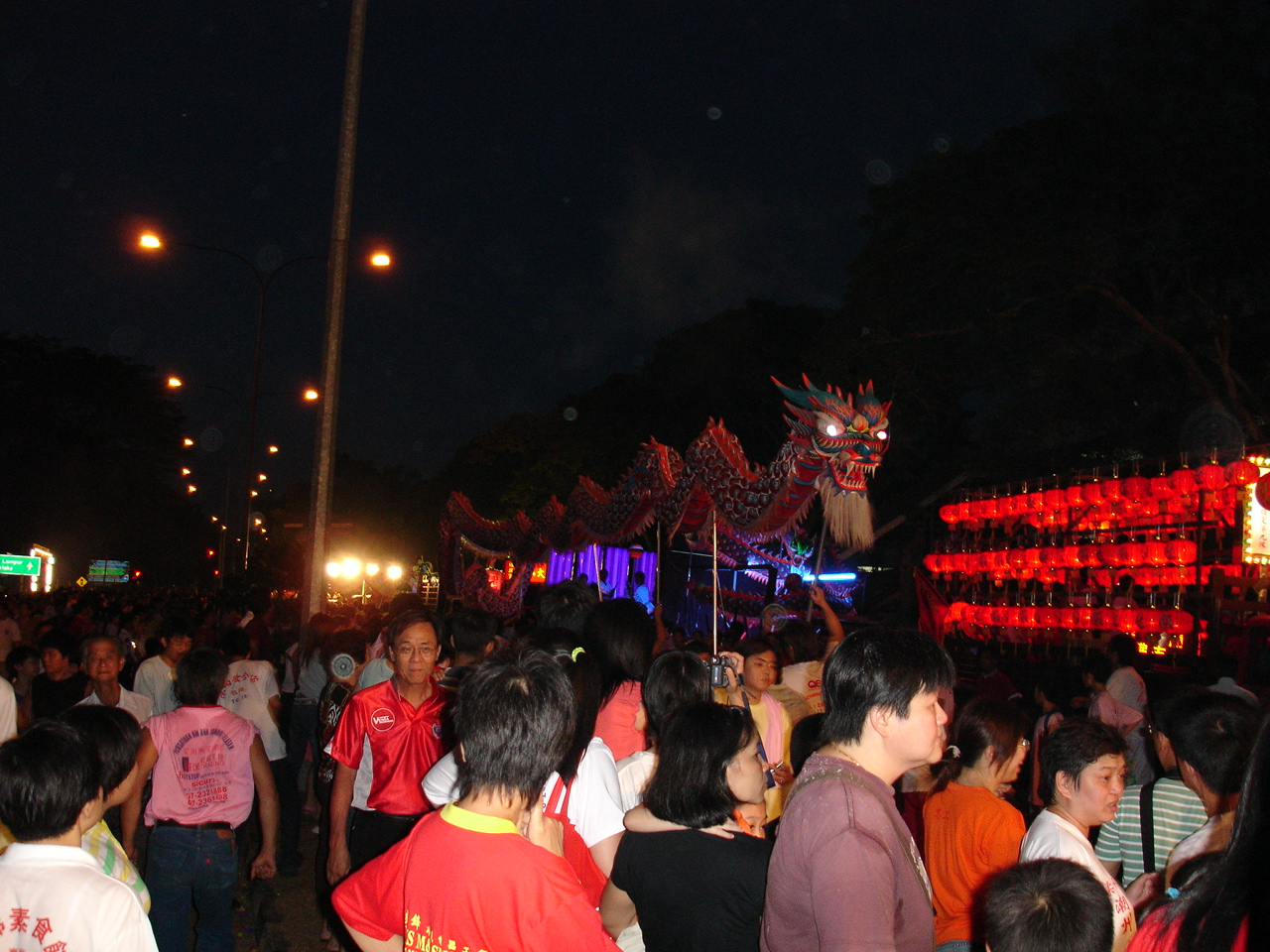
游神一景

每年农历正月廿日众神出巡，一连三天之游神盛会，为新山市年年循例举行之盛事。柔佛古庙是新山五帮华人共同膜拜的寺庙，它是早期新山华社力量凝聚的核心组织，正如后期的华侨公所，和目前的中华公会，为新山华裔同胞最高的领导机构。